# Финансово-экономический кризис в Испании (2008—2015)
Финансово-экономический кризис в Испании (исп. Crisis económica española de 2008-2015) разразился в результате мирового финансового кризиса 2008 года, затем усилился под влиянием долгового кризиса в Европе, и, наконец, приобрёл ряд специфических черт под влиянием местных юридических, финансово-экономических и социокультурных реалий.
Данный финансово-экономических кризис стал самым серьёзным испытанием для постфранкистской Испании, существенно превзойдя по своей продолжительности и размаху предыдущий экономический кризис 1993 года. Он привёл к рекордному для страны уровню безработицы, ипотечному кризису, а также к росту национально-освободительного движения в автономной области Каталония, ряду политических скандалов.
Кроме этого, за короткий отрезок времени Испания превратилась из страны чистой иммиграции в страну, активно экспортирующую рабочую силу за рубеж.

## Причины и предпосылки
Поскольку Испания является одной из крупнейших стран еврозоны, состояние её экономики имеет особое значение для международных наблюдателей. Поэтому Испания оказалась под давлением со стороны представителей США, МВФ, других европейских стран и Европейской комиссии, призывавших правительство страны проводить более агрессивное сокращение дефицита бюджета. Величина государственного долга Испании в 2010 г. составляла около 820 миллиардов долларов США, то есть была почти равна величине совокупного госдолга Греции, Португалии, и Ирландии.
Переизбранное (2008) социалистическое правительство Сапатеро надеялось на рост экономики в 2008—2009 годах на 2,3 %.
Поднятые спекулянтами слухи об оказании Испании экстренной финансовой помощи были названы Хосе Луисом Родригесом Сапатеро, занимавшим в тот период должность премьер-министра, «полным безумием» и «недопустимыми». Тем не менее, вскоре после объявления о создании нового фонда экстренной финансовой помощи для стран еврозоны в начале мая 2010 года, Испании пришлось объявить об осуществлении новых мер экономии, направленных на дальнейшее сокращение дефицита бюджета страны, для того, чтобы убедить инвесторов финансовых рынков в безопасности инвестиций в экономику страны. Испанское правительство надеялось избежать осуществления мер жёсткой экономии, но слабый экономический рост, а также давление со стороны национальных и международных организаций вынудили правительство принять дополнительные меры по сокращению дефицита.
Испании удалось сократить величину дефицита с 11,2 % ВВП в 2009 году до 9,2 % в 2010 и 8,5 % в 2011 году. Из-за европейского кризиса и чрезмерных расходов региональных органов управления, последний показатель выше, чем первоначально заданная величина в 6 %. Для того, чтобы укрепить доверие финансовых рынков, правительство в 2011 году внесло поправки в конституцию Испании, включив туда требования по обеспечению сбалансированности бюджета на национальном и региональном уровнях с 2020 г. Согласно принятым поправкам, государственный долг не может превышать 60 % от ВВП, хотя в случае стихийных бедствий, экономического спада или других чрезвычайных ситуаций возможны исключения. Под давлением со стороны ЕС новое консервативное испанское правительство во главе с Мариано Рахой приняло решение о дополнительном сокращении дефицита до уровня 5,3 % в 2012 и до 3 % в 2013 году.
В то время как в период до начала кризиса уровень государственного долга оставался на низком уровне, рост величины частных задолженностей по ипотечным кредитам привёл к росту пузыря на рынке жилой недвижимости. Когда пузырь лопнул

… проблема страны — цены на недвижимость постоянно падают. Многие банки имеют кредиты, риск невозврата по которым очень высок. А залог — квартиры и дома — обесценивается.
Эксперты опасаются повторения опыта Ирландии, где недвижимость упала наполовину.

, это привело к убыткам банковской отрасли и необходимости оказания банкам финансовой помощи государством. В мае 2012 г. испанский банковский конгломерат «Банкья» получил от правительства дополнительную финансовую помощь в размере 19 млрд евро. Величина предыдущего пакета помощи составила 4,5 млрд евро. Банкам удалось скрывать свои убытки за счёт использования сомнительных методов бухгалтерского учёта.
По данным на 6 июня 2012 года, рассматривается возможность предоставления Испании финансовой помощи размером от €40 до 100 млрд в том случае, если правительство Испании обратится за помощью. 9 июня 2012 года пакет финансовой помощи оставался доступным в случае обращения Испании за помощью, точная величина зависела от того, какими будут результаты аудита испанских банков, в настоящее время незавершенные. Предполагается, что общая сумма финансовой помощи не превысит €100 млрд, и что хотя она будет предоставлена правительству Испании, она будет использована для облегчения финансового положения банков страны. В отличие от других стран, получивших экстренную помощь, Испания, как страна с более крупной экономикой, имеет возможность повлиять на условия предоставления кредита. Поскольку консервативное правительство Испании провело ряд экономических реформ, требования по принятию мер экономии будут менее строгими, чем в случае Ирландии, Португалии и Греции. 10 июня «Семерка» одобрила выделение Испании 100 млрд евро помощи
В июне 2012 года испанский долговой кризис вышел на первый план среди проблем руководства еврозоны. Процентные ставки по государственным облигациям Испании сроком на 10 лет выросли до уровня 7 %, и страна потеряла доступ к рынкам долговых обязательств. Правительство Испании приняло решение о получении пакета финансовой помощи размером в €100 млрд для оказания помощи банковской отрасли: «Испанские банки оказывали содействие правительству, теперь оно вынуждено просить о помощи ЕС для того, чтобы помочь более слабым банкам. Банки, не испытывающие финансовых затруднений, уклоняются от покупки государственных облигаций». С учётом полученной финансовой помощи (которая входит в общий долг Испании, но не считается финансовой помощью правительству для выплаты госдолга) общая сумма долговых обязательств Испании поднимается до уровня 90 % ВВП, среднего уровня госдолга для еврозоны. Ожидается, что госдолг Испании будет продолжать расти: прогнозируется отрицательный экономический рост в 1,7 %, безработица в Испании составляет 25 %, цены на жилую недвижимость продолжают падать, а бюджетный дефицит составляет 5,4 %. Экономика Испании является четвёртой по величине в ЕС, она больше, чем экономики Греции, Португалии и Ирландии вместе.

## Экономические показатели
| Макроэкономические показатели Испания |        |             |
| Год                                   | ВВП    | Безработица |
| 2008                                  |        | 11,3 %      |
| 2009                                  | -3,7 % | 18,0 %      |
| 2010                                  | -0,1 % | 20,1 %      |
| 2011                                  | +0,7 % | 21,5 %      |
| 2012                                  | -1,4 % | 26,0 %      |
| 2013                                  |        | 26,2 %      |

## Движение за независимость Каталонии
Финансовый кризис в Испании обострил отношения между центральным правительством, которое начало проводить политику строгой экономии, и автономными регионами страны, бюджеты которых демонстрировали хронические дефициты. На фоне этого, отношения между Мадридом и Барселоной стали особенно напряжёнными после того, как работники Департамента Экономики Каталонии подсчитали, что Каталония, как субъект королевства, подвергается бюджетной дискриминации. Так в 2010 году каталонцы внесли в бюджет Испании налогов на суммы в размере 118,5 % к общенациональному уровню, но при этом получили субсидий на суммы, которая составляла 98,9 % от среднего по стране уровня. В результате, согласно данным соцопросов впервые за всю историю автономии число сторонников независимости Каталонии от Испании превысило планку 50 % от всего электората.